# Olga Barabanščikovová
Olga Barabanščikovová bělorus.: Вольга Барабаншчыкава (* 2. listopadu 1979 v Minsku, Bělorusko tehdy Sovětský svaz) je profesionální běloruská tenistka. Na okruhu WTA nevyhrála žádný turnaj.
V roce 1996 se stala juniorskou mistryní ve čtyřhře na grandslamovém turnaji ve Wimbledonu. Partnerkou jí byla Amélie Mauresmová.

## Finálové účasti na turnajích WTA (2)

### Dvouhra - prohry (1)
| Č. | Datum         | Turnaj            | Povrch | Vítězka          | Výsledek       |
| 1. | 9. srpen 1998 | Istanbul, Turecko | tvrdý  | Henrieta Nagyová | 6-4, 3-6, 7-69 |

### Čtyřhra - prohry (1)
| Č. | Datum          | Turnaj                | Povrch | Partnerka         | Vítězky                               | Výsledek      |
| 1. | 24. říjen 1999 | Bratislava, Slovensko | tvrdý  | Lilia Osterlohová | Kim Clijstersová Laurence Courtoisová | 6-2, 3-6, 7-5 |

## Fed Cup
Olga Barabanščiková se zúčastnila 35 zápasů ve Fed Cupu za tým Běloruska s bilancí 17-13 ve dvouhře a 16-4 ve čtyřhře.